# Örnässjön
Örnässjön är en sjö i Upplands-Bro kommun i Uppland och ingår i Norrströms huvudavrinningsområde. Sjön har en area på 0,897 kvadratkilometer och ligger 20 meter över havet. Vid provfiske har bland annat abborre, braxen, gers och gädda fångats i sjön. Sjön ligger i sin helhet inom Lillsjön-Örnässjöns naturreservat.

## Delavrinningsområde
Örnässjön ingår i det delavrinningsområde (659958-160531) som SMHI kallar för Rinner till Mälaren-Görväln. Medelhöjden är 22 meter över havet och ytan är 81,3 kvadratkilometer. Det finns inga avrinningsområden uppströms utan avrinningsområdet är högsta punkten. Fyrisån som avvattnar avrinningsområdet har biflödesordning 2, vilket innebär att vattnet flödar genom totalt 2 vattendrag innan det når havet efter 16 kilometer. Avrinningsområdet består mestadels av skog (46 procent), öppen mark (12 procent) och jordbruk (29 procent). Avrinningsområdet har 2,21 kvadratkilometer vattenytor vilket ger det en sjöprocent på 2,7 procent. Bebyggelsen i området täcker en yta av 7,26 kvadratkilometer eller 9 procent av avrinningsområdet.

## Fisk
Vid provfiske har följande fisk fångats i sjön:
- Abborre
- Braxen
- Gärs
- Gädda
- Mört
- Sarv
- Sutare

## Bilder

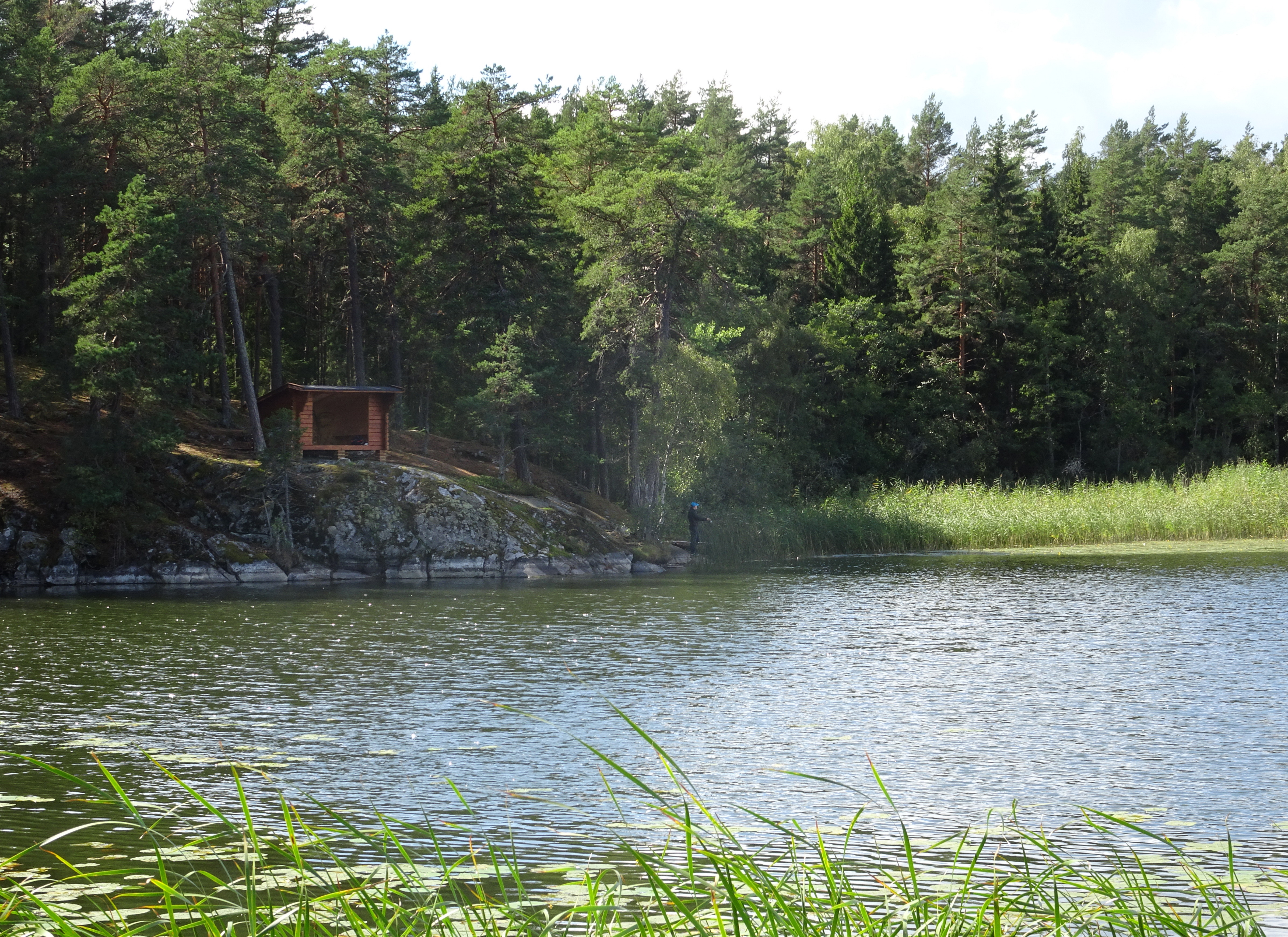
Örnässjön med väderskydd
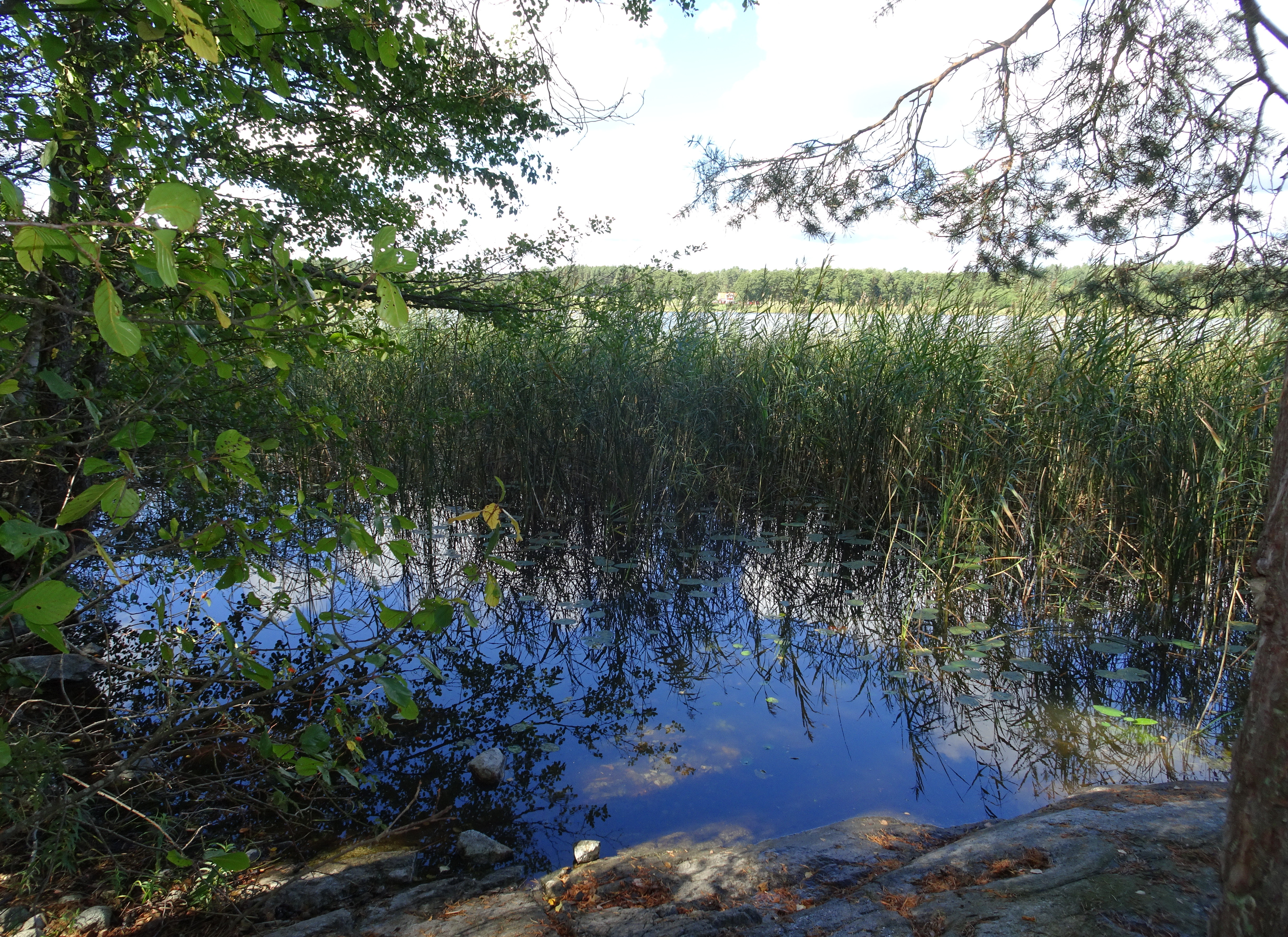
Örnässjöns sydöstra strand
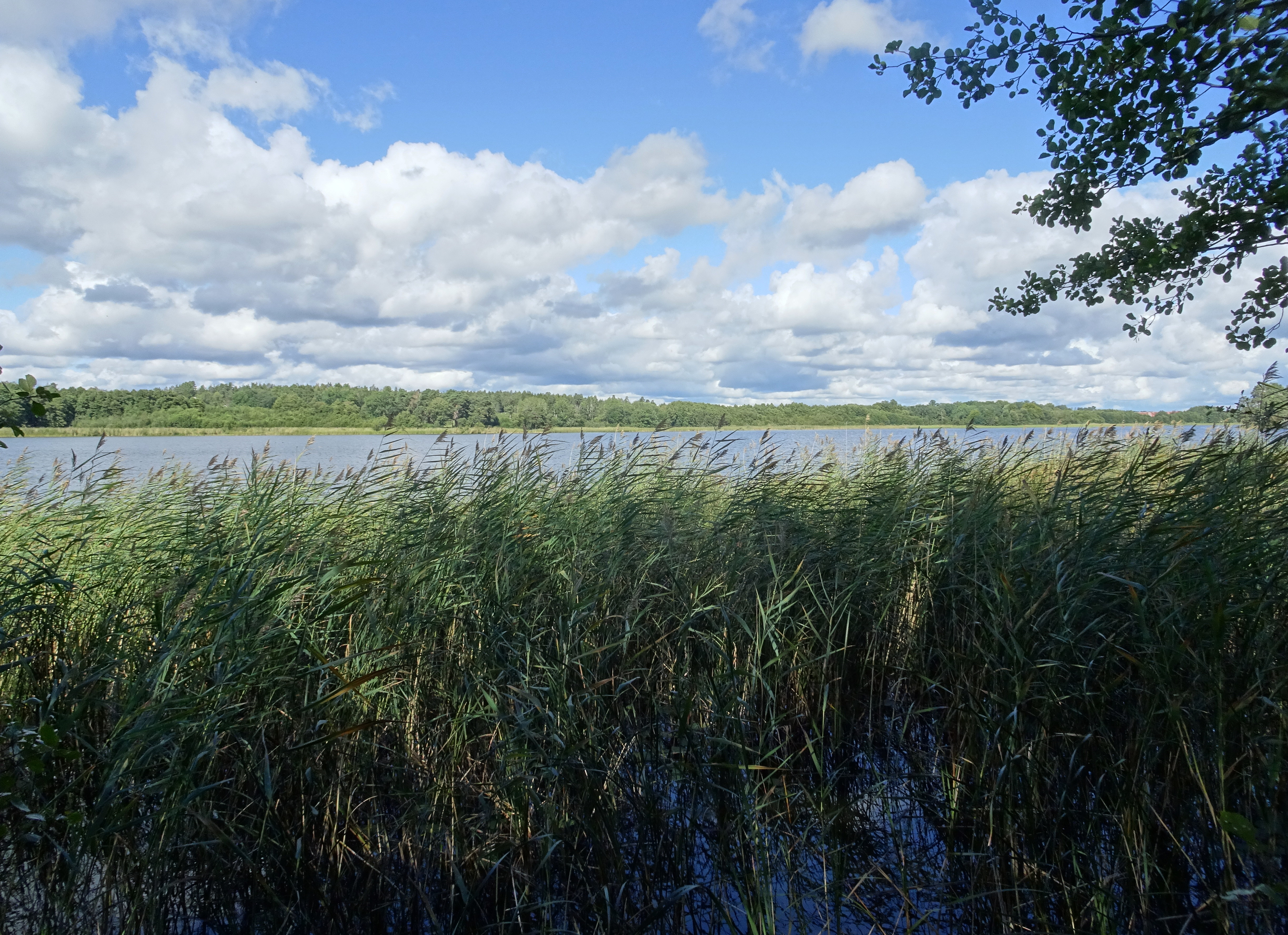
Örnässjön vy mot nordväst
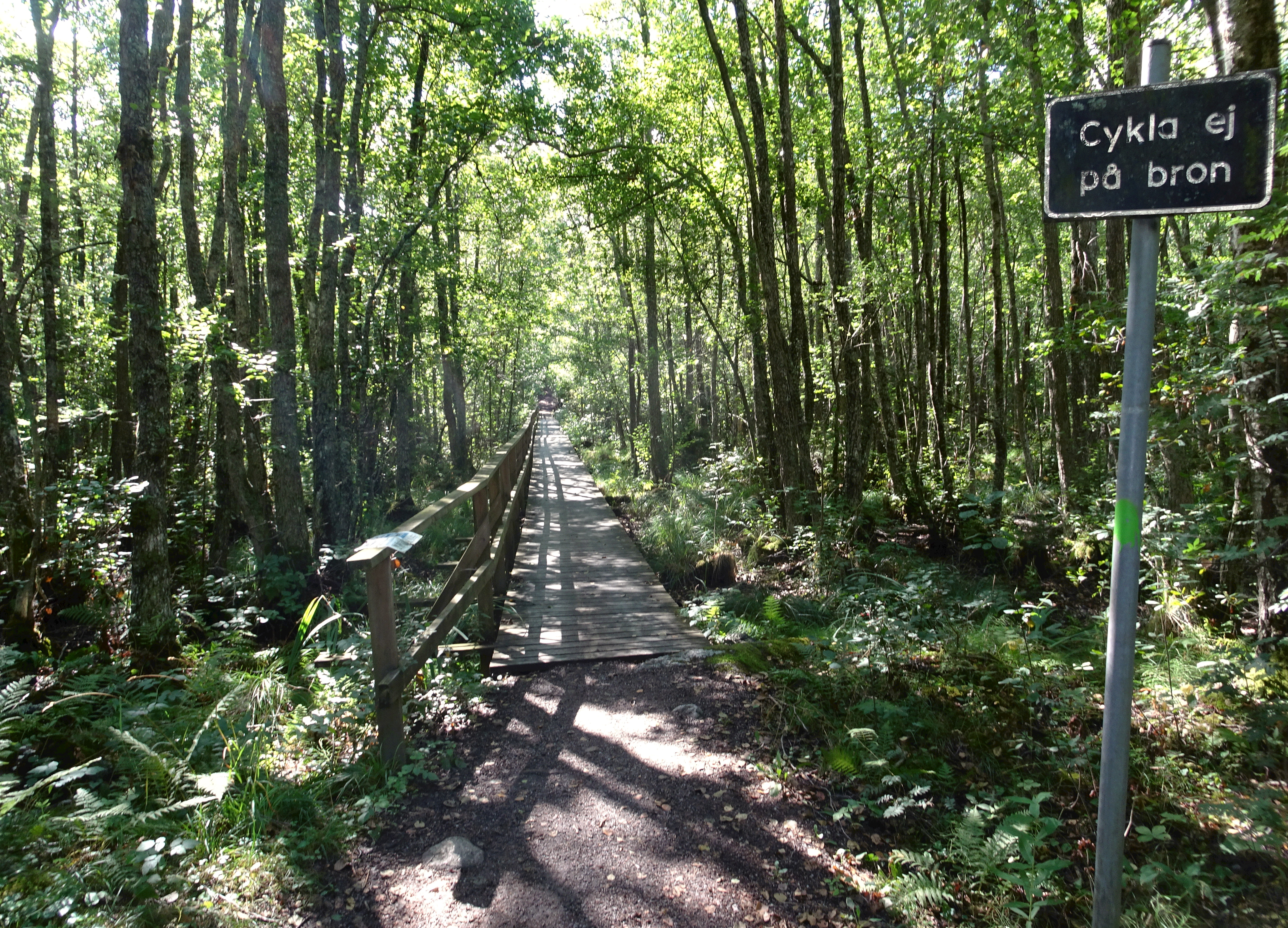
Sundet mellan Örnässjön och Lillsjön